# Functietest
Bij een functietest wordt getest of het testobject goed, volgens de specificaties en wensen, functioneert. 
Een testobject kan van alles zijn, zoals een gebruiksvoorwerp als een stofzuiger, een fiets of een computerprogramma, maar ook een onderdeel van het menselijk lichaam zoals een oor, een knie of een bijnier.
Een functietest of functieproef is een diagnostisch hulpmiddel.

## Endocrinologie
De functietest wordt in de endocrinologie gebruikt om de functie van verschillende endocriene klieren, bijvoorbeeld de schildklier of de bijnier, te testen. Ook kan worden getest of de aansturing van deze klieren door de hypofyse goed verloopt. Endocriene klieren scheiden in principe hormonen af in de bloedbaan die in het lichaam de werking van een weefsel of orgaan beïnvloeden. Dat kan met een functietest gemeten worden.
Tijdens een functietest wordt onder gecontroleerde en gestandaardiseerde omstandigheden een hormoon, of een stof die de hormoonproductie beïnvloedt, aan de patiënt toegediend. Op van tevoren vastgestelde tijdstippen wordt bloed afgenomen waarin de hormonen gemeten kunnen worden. Ook wordt geobserveerd hoe de patiënt op deze functieproef reageert, bijvoorbeeld of de patiënt gaat zweten, hoe de urineproductie is, etc. Is er een verdenking op een verminderde productie van een hormoon, dan zal de functietest zo zijn opgebouwd dat er een stof wordt toegediend die in gezonde mensen de hormoonproductie zal stimuleren. Bij een overmatige hormoonproductie zal er in de functietest gekeken worden of deze overmatige productie geremd kan worden door toediening van een remstof. Ook kan worden nagegaan op welk niveau er een defect is: in de endocriene klier, in de aansturing van de endocriene klier door de hersenen of dat de klier autonoom is gaan werken.
Voorbeelden van functietests zijn:
- dexamethasonremmingstest
- ACTH-stimulatietest
- TRH-test
- insulinetolerantietest
- CRH-test
- clonidinetest
- LHRH-test
- dorstproef
- vastenproef
- metyrapon- of metopironstimulatietest

Functietesten worden uitgevoerd in een klinisch chemisch laboratorium onder toezicht van een arts. De bloedafname vindt plaats op gestandaardiseerde tijdstippen na inspuiten van de teststof.